# Осташевская (Тавреньгское сельское поселение)
Осташевская — деревня в Коношском районе Архангельской области. Входит в состав Тавреньгского сельского поселения.

## География
Находится в юго-западной части Архангельской области на расстоянии приблизительно 45 км на восток по прямой от административного центра района поселка Коноша на правом берегу реки Вель.

## История
В 1859 году здесь (деревня Вельского уезда Вологодской губернии) было учтено 11 дворов.

## Население
Численность населения: 88 человек (1859 год), 20 (русские 95 %) в 2002 году, 5 в 2010.